# 魁拔
《魁拔》是中国大陆一部玄幻动画系列剧，由青青树动漫制作。系列立项初期名为《灵山王》。原计划制作520集电视动画（52集×10年）和5部电影动画，后电视动画的制作计划被削减至156集。
已推出电视动画《魁拔 妖侠传》。而系列中的5部电影动画则分别为：
1. 《魁拔之十万火急》（2011年7月8日公映）
2. 《魁拔II：大战元泱界》（2013年5月31日公映）
3. 《魁拔III：战神崛起》（2014年10月1日公映）
4. 《魁拔IV：最后的魁拔》（暂定2022年公映已過3年還沒上映）

全系列世界观与剧情一脉相承，因而本条目对《魁拔》系列的所有相关作品进行合并叙述。
魁拔制片人武寒青于2017年5月11日下午因病去世。

## 电影动画

### 魁拔之十万火急
《魁拔》前身《灵山王》于2009年公布首段片花，2010年4月，片方宣布将该系列更名为《魁拔》，不久之后公布了系列中第一部动画电影的名称：《魁拔之十万火急》。12月初，片方宣布将开展“全优声”配音演员选拔大赛，为本片遴选配音演员。12月30日下午，片方宣布“全优声大赛”正式启动。同时片方还宣称，将与日本配音演员事务所81 Produce合作制作该片的日语版本。
2011年4月底，制作方北京青青树与曾成功运作《喜羊羊与灰太狼》的上海炫动签订合同，后者承诺为本片投入1700万的宣传费用。6月29日，片方在北京万国城百老汇电影中心举行首映。7月7日~8日，片方在北京、上海等地举办了数场首映宣传活动，数名日语版配音演员出席活动（其中柿原彻也与山口理惠出席了上海的宣传活动，关俊彦出席了北京的宣传活动）。
2011年7月8日，该片正式公映。该片甫一上映，即获得观众的较高评价，豆瓣网上对该片的评分曾一度高达8.0/10分。然而，由于事先未重视上映前的宣传与推广，导致大量电影院未给予排片或排片较少，在观众群中的知名度也偏低，直接导致首周票房仅135万元（人民币，下同），总票房止步于350万元。上映期结束后，制作方北京青青树的首席执行官武寒青表示：“魁拔集中全力在制作上，发行宣传很弱……这是一个巨大的失败。”
2011年8月15日起，该片通过在线视频网站进行免费展映。日语配音版于2013年2月6日通过在线视频网站发布。

#### 剧情简介
在元泱境界中，每隔333年，就会有一个可怕的异常生命诞生，那就是魁拔。在天地两界的合力攻击下，魁拔一次次地被消灭，但又总是重新出现。
魁拔1042年，天神朴心在对抗第四代魁拔的战斗中阵亡。1058年，第四代魁拔在被消灭之前，将他的部下传送至涡流岛。
魁拔1331年，朴心的女儿镜心出任天界魁拔司主神。她虽然成功将第五代魁拔剿杀于萌芽状态，但却没能于1664年成功剿杀第六代魁拔。第六代魁拔虽然以幼儿的形态幸存了下来，但却几乎完全失去了作为魁拔的记忆，被神圣兽国的青年蛮小满收养，取名蛮吉。父子二人都不知道蛮吉的真实身份。
蛮小满是神圣兽国游尾郡窝窝乡的客住者，自从他来到窝窝乡之后，当地就接连不断地发生怪事（天灾人祸、桥断梁塌），再加上蛮小满生性好斗，接连不断地向村长发出比武挑战，令其成为村中众人的眼中钉。魁拔1672年，在侦测到魁拔的生命迹象之后，神圣联盟决定组织联军前往涡流岛讨伐魁拔。于是窝窝乡村长故意在比武中输给蛮小满，而后煽动其参加讨伐魁拔的联军。
蛮家父子动身后没多久，就发现昔日同窗雪伦带着喽啰来到了窝窝乡，打劫村中银号。二人迅速回村，为了保卫村民和雪伦一行展开激战，并最终取得了胜利。
蛮小满一行来到了神圣兽国的都城米拉都。在向当地的旅店请求住宿时，因没有纹耀而被旅店老板拒住。此时身着龙族妖侠纹耀的卡拉肖克·潘来到旅店，旅店老板立刻对其大献殷勤，加上卡拉肖克·潘态度倨傲，激怒蛮小满。蛮小满向卡拉肖克·潘提出决斗请求，但遭到惨败。在旅店老板撕破脸皮，辱骂蛮小满的自制纹耀之后，蛮吉终于将心里话和盘托出：他早已知道小满的纹耀不是什么正规纹耀，但为了让蛮吉拥有上进的动力而制作、吹嘘纹耀的小满（小满一直宣称，只有在蛮吉变得和他一样强大之时，才能将纹耀授予他），才是他最值得敬重的妖侠，他的纹耀才是最值得争取的纹耀。
蛮小满和蛮吉来到了绿叶港，准备登上联军运兵船“曲境一号”，但在纹耀检测口被拦下。正当两人思索登船之法时，发现联军士兵正在殴打卡拉肖克·潘，因为他的纹耀是偷来的。两人趁局面混乱之时登上运兵船，但小满为了瞒住船上士兵的眼睛，发表了一通“偷纹耀可耻，纹耀算什么，自己的能力才是最重要的”的演讲，惹得蛮吉情绪失控，冲下船跑到卡拉肖克·潘的身边激励他，进而向联军士兵发起决斗。在打败了一名联军士兵之后，蛮吉却被另一名联军士兵所偷袭。该联军士兵表示没有十大纹耀的人无资格与之决斗，引发了在场所有因没有纹耀而无法上船的人的愤怒，他们集体对蛮吉发动谐脉阵，帮助蛮吉抵挡对手的进攻。
此时“曲境一号”即将启航，为了保证启航顺利，兽国将军亲自出马，将蛮吉制服。为了断绝蛮吉的战意，兽国将军试图封住蛮吉的脉门。蛮吉顽强反抗之时，体内的魁拔人格觉醒，进而召唤脉兽，击溃港口的军队。正当蛮吉即将控制脉兽攻击“曲境一号”时，蛮小满向其自报姓名，并对其发出决斗宣告。此时的蛮吉内心深处尚残余些许对小满的记忆，为了阻止对小满的攻击行为，蛮吉自封脉门，最终连同脉兽一起被船上众人发动的谐脉阵所打败。
击败脉兽之后，“曲境一号”为了防止魁拔脉兽的再次袭击而火速驶离港口。神智清醒过来的蛮吉，正眼睁睁地看着“曲境一号”离自己越来越远时，被卡拉肖克·潘发动的脉术送上了船。故事以“曲境一号”载着蛮家父子驶向涡流岛而告终。

#### 制作人员
- 出品人：王川、黎瑞刚
- 总监制：匡宇奇、吴冠英、徐浩、杨文艳
- 总策划：武寒青、鱼洁
- 制片人：武寒青、哈磊
- 编剧：王川、田博、马华、李嘉、王鹏展、汤俊、朱岳、关皓天、五柒柒
- 世界观主笔：田博
- 种族史主笔：李嘉
- 脚本：王鹏展、王川
- 美术设计：周洁、张钢
- 作画导演：周洁
- 色彩导演：张钢
- 演出：许显堃
- 造型场景设计：周洁、王诚然、张钢
- 动作设计：尉健锋、张凌飞、唐萌
- 剪辑：五柒柒
- 原画总监：钮晓琦、郝珺
- 工艺总监：匡宇奇
- 音乐总监：廖嘉伟
- 电影作曲：郭思达
- 演奏：亚洲爱乐乐团
- 旁白：周志强
- 声音后期制作：中影数字制作基地后期分公司
- 导演：王川
- 出品：北京青青树动漫科技有限公司、上海炫动传播股份有限公司

#### 影片音乐
片尾曲《魁拔军歌》
- 作曲：高嫣沁、郭思达
- 作词：王鹏展、高嫣沁、王川
- 演唱：不明[註 1]

#### 获得奖项
| 奖项                               | 获奖者 | 结果 |
| 第8届金龙奖                        |        |      |
| 最佳动画长片                       | -      | 提名 |
| 第19届北京大学生电影节             |        |      |
| 动画片特别奖                       | -      | 提名 |
| 第2届中国动漫新锐榜                |        |      |
| 十大动漫新锐（之一）               | 匡宇奇 | 獲獎 |
| 2011年度CCTV中国动漫新科榜         |        |      |
| 最佳场景设计                       | -      | 獲獎 |
| 2012年北京影视动画行业年度表彰大会 |        |      |
| 年度优秀制片                       | -      | 獲獎 |
| 第9届华鼎奖                        |        |      |
| 最佳动漫影片                       | -      | 獲獎 |

### 魁拔II：大战元泱界
《魁拔之十万火急》上映后不到一周，该片导演王川就表示：无论票房如何，这个系列都会继续做下去。2011年10月20日，片方在第20届金鸡百花电影节上公布了《魁拔之十万火急》的续集《魁拔之大战元泱界》。
2012年12月，片方宣布《魁拔2》将制作、公映2D和3D两个版本，由博纳影业负责发行，计划在大年初一（2013年2月10日）上映。但片方最后食言，将上映日期延后到了2013年5月31日（即六一国际儿童节的前一天），且仅公映3D版本而不提供2D版本。
该片的票房收入集中在六一儿童节前后。上映首周3天（5月31日（五）、6月1日（六）、6月2日（日））即收获了1835万元的票房（艺恩咨询统计，下同），而票房总额仅有2483万元人民币。
该片是中国大陆第一部平面转三维的电影动画。

#### 剧情简介
故事承接前篇《魁拔之十万火急》的结尾，运载着神圣联军先遣部队的“曲境一号”正驶向涡流岛。与此同时，天界魁拔司主神镜心决定自己孤身一人携带光势（一种消灭魁拔的利器，但也会杀死地界生物）前往涡流岛，亲自消灭魁拔。
镜心有着沉重的过去。母亲朴心带着光势降临地界剿灭第四代魁拔，最终却没有启动光势，而是战死在了沙场，导致战争的惨烈程度大大提升。母亲的悲惨下场，让镜心感到不解
夜幕降临之后，蛮小满和蛮吉发现雪伦偷偷地潜入了“曲境一号”。二人为了追踪雪伦而爬下甲板，恰逢此时，“曲境一号”开始穿越曲境（类似于虫洞），二人因惊涛骇浪而落入水中。未经保护的生物会在穿越曲境的过程中凐灭，但蛮吉依靠自己的魁拔之躯，成功带领蛮小满穿越曲境。
“曲境一号”舰长远浪下令让先锋部队登陆滩头，充当白白送死的炮灰，以“感动”天神。镇守涡流岛元泱界滩头的，是魁拔十二妖中的幽弥狂和奇衡三。先锋部队登陆滩头之后，向奇衡三召唤的魁拔脉兽展开自杀式攻击。魁拔脉兽强大的力量和奇衡三的自动脉阵让先锋部队几乎全军覆没。此时蛮小满假扮天神，装神弄鬼，鼓舞士气，一度使联军方面取得优势地位；但没过多久，小满的伎俩即被拆穿，导致原本有望取胜的联军先锋部队军心涣散，终至一败涂地。
正当远浪下令派遣第二波士兵之时，镜心从天而降。镜心阐述了她的作战计划：光势会杀死地界生物，为了尽量减少伤亡，只需派遣少量敢死队陪同她一并前往，引诱出魁拔脉兽后再用光势消灭之。听到这一计划，在场众人无不退避三舍。远浪半开玩笑地让“天神”蛮小满前往，但蛮小满为了不做蛮吉的反面教材，毅然接受任务。镜心认为若只带一名随从，将难以引出敌人，于是蛮小满又向镜心举荐了躲在人群中的雪伦。
蛮小满和雪伦临行前明令蛮吉不得跟随，但蛮吉还是偷偷地攀附在小艇底部，与三人一同登上了涡流岛。小满、雪伦与幽弥狂展开了激烈的搏斗，蛮吉则被要求留下来保护镜心。
幽弥狂功力深厚，蛮小满和雪伦完全不是他的对手。蛮吉惧怕镜心动用光势，趁其不备将光势夺走。二人一番你追我逃之后，被吸入了奇衡三的自动脉阵。二人苦战一番，终得脱出。
在涡流岛的另一侧，蛮小满、雪伦二人不慎踏入了奇衡三发动的脉阵陷阱中。奇衡三令空出手来的幽弥狂前去探视镜心的情况。幽弥狂发现并打败了镜心，镜心质问幽弥狂，当年身为一名神圣联盟士兵，为何要为了庇护几个违法的部下而勾结魁拔，杀害长官。幽弥狂愤怒地阐述了自己“叛变”的真正原因。当年，幽弥狂的五位部下在对抗魁拔的战争中阵亡，却因没有纹耀而不受军队承认，无法获授烈士之名。愤怒的幽弥狂抛弃了自己的纹耀，为了给五名部下复仇，只身一人杀入敌营，最后被第四代魁拔——迷麟所制服。迷麟在获悉幽弥狂背后的故事之后，站在敌人的立场上，公开认可五名战士的功勋，并宣布自己将为被五名战士杀害的魁拔军将士复仇。在幽弥狂的眼前，迷麟单枪匹马杀入神圣联军营地，杀死幽弥狂的长官。自此之后，幽弥狂一边跟随魁拔、对抗神圣联盟，一边磨练自己的技艺，等待自己亲自打败魁拔的那一天。
另一方面，蛮小满和雪伦打破了奇衡三的脉阵陷阱，赶往蛮吉和镜心的所在地，继续与幽弥狂死斗。蛮吉带着镜心离开战场，来到滩头。此时天已拂晓，“曲境一号”按原定计划回到岸边，准备将镜心接回。奇衡三再次召唤出魁拔脉兽。为了减轻奇衡三的负担，精疲力尽的幽弥狂拖着蛮小满和雪伦走到脉兽面前，致使脉兽击飞三人。蛮吉以为小满已被脉兽杀死，情绪失控，开始向脉兽不断地发动螳臂当车般的攻击。镜心从坚韧不拔的蛮吉身上，看到了母亲朴心的身影，终于明白自己的母亲当年为何没能开启光势：她不想看到自己的地界战友和敌军一起死在光势之下。获悉真相的镜心，孤身一人提剑冲向脉兽——与当年的朴心女神别无二致。蛮吉为了不让镜心受到伤害，发动光势，想要和魁拔脉兽同归于尽；但镜心在光势启动的前一刻，用自己的身躯护住了蛮吉。奇衡三、幽弥狂与魁拔脉兽均为光势所消灭；蛮小满和雪伦因躲在水中，逃过了一劫。远浪看到发动光势的场面后，下令“曲境一号”离开涡流岛，蛮吉一行被困在了岛上。

#### 制作人员
- 出品人：王川
- 监制：吴冠英、匡宇奇、孔琦、彭爱群
- 制片人：武寒青
- 策划：五柒柒、田博、马华、李嘉、王津、雷瑛、陈雷、郑叶、吴思、晴朗、程彤、汤俊、朱岳、关皓天
- 剧本：王鹏展、王川
- 美术设计：周洁、张钢
- 作画导演：周洁
- 美术导演：张钢
- 演出：许显堃
- 造型、场景设计：周洁、张钢、梁亮
- 作画总监：张宁、钮晓琦
- 3D技术总监：白海涛、雷志峰
- CG技术总监：吴微辰
- 剪辑：五柒柒、李嘉
- 制作总监：张钢
- 工艺总监：匡宇奇
- 音乐总监：高嫣沁
- 作曲：袁思翰
- 配音导演：姜广涛、张杰
- 旁白：周志强
- 声音后期制作：中影数字制作基地后期分公司
- 导演：王川
- 出品：天津市滨海新区青青树动漫科技有限公司

#### 主题音乐
片尾曲《镜心之歌》
- 作词：高嫣沁、周志刚
- 作曲：高嫣沁
- 编曲：袁思翰
- 演唱：邵夷贝

插曲《神圣树国海军军歌》
- 作词：高嫣沁、周志刚
- 作曲：高嫣沁
- 演唱：配音演员合唱

#### 获得奖项
| 奖项                                | 获奖者 | 结果 |
| 2014年Monstra电影节（葡萄牙里斯本） |        |      |
| 最佳故事片                          | -      | 獲獎 |

### 魁拔III：战神崛起
《魁拔II：大战元泱界》公映当天，片方即发布了《魁拔III》的预告片。2014年4月1日，发行商万达影业宣布了《魁拔III》的上映时间：2014年10月1日（国庆节）。
魁拔III 片尾曲: 《海之光-魁拔》

#### 获得奖项
| 奖项                                | 获奖者 | 结果 |
| 第10届中国国际动漫节金猴奖          |        |      |
| 最具潜力动画电影                    | -      | 獲獎 |
| 第20届上海电视节第7届亚洲动画创投会 |        |      |
| 优秀作品                            | -      | 獲獎 |

## 漫画
以《魁拔》的名义绘制的漫画共有两部：
《魁拔之幽龙骑士》
王鹏展（《魁拔》动画编剧之一）原作，小流士、脱马斯绘制。黑白版本从2011年5月27日起连载于在线漫画网站有妖气，彩色版本连载于《漫画SHOW》杂志。曾获得第8届金龙奖最佳编剧奖，台湾繁体中文版单行本由青文出版社出版。已完结。该漫画讲述卡拉肖克·潘的故事。
《魁拔》
由小发（鲜CG工作室）绘制，彩色制版，2013年5月起连载于《知音漫客》杂志。讲述蛮吉成长为一名少年之后的故事。

## 资料、设定集
- 《魁拔之书》，2012年1月，新世界出版社，ISBN 978-7-5104-2506-6

## 魁拔4无限期延后
(已宣布2017年開始制作)
2014年10月，魁拔官方微博发布公告称，该系列第四部动画《魁拔4》将无限期延后。电影《魁拔4》的延期与国庆档《魁拔3》票房遇冷有很大关系。
2017年8月，制作方官方微博宣布开始《魁拔4》的制作。

## 后续动态
2019年4月，魁拔官方微博发布周播剧《魁拔之殊途》先导预告，将于2019年底在腾讯动漫播出。

## 轶闻
- 片中大量角色的形象，取材自剧组人员在现实生活中的真实长相[43]。